# Psammotreta obesa
Psammotreta obesa är en musselart som först beskrevs av Gérard Paul Deshayes 1855.  Psammotreta obesa ingår i släktet Psammotreta och familjen Tellinidae. Inga underarter finns listade i Catalogue of Life.